# Kwak (cognome)
Kwak (곽?) è un cognome di lingua coreana.

## Possibili trascrizioni
Gak, Guak, Gwag, Gwak, Kag, Kawk, Koag, Koak, Kuark, Kwack, Kwag, Kweak, Kwug, Quack.

## Origine e diffusione
Il nome della famiglia Kwak è scritto con un hanja che significa "mura della città" (郭; 둘레 곽?, dulle gwakMR; chiamato anche 외성 곽?, oeseong gwakLR). Lo stesso carattere è utilizzato anche per scrivere i cognomi Guō in cinese mandarino, Kwok in cantonese, Kaku in giapponese e Quach in vietnamita. Il censimento sudcoreano del 2000 ha rilevato un totale di 187.322 persone e 58.396 famiglie con questo cognome. Si sono identificati con un numero di diversi bon-gwan:
- Hyeonpung (contea di Dalseong): 140.283 persone e 43.626 famiglie.[2] Affermano di discendere da Gwak Gyeong (곽경?, 郭鏡LR), che arrivò nella penisola coreana dalla dinastia Song della Cina durante il regno di Injong di Goryeo (r. 1122–1146).[3]
- Cheongju: 18.218 persone e 5.601 famiglie.[2] Affermano di discendere da Gwak Sang (곽상?, 郭祥LR), che prestò servizio nella pubblica amministrazione come sijung sotto Heongang di Silla (r. 875–886).[4]
- Seonsan: 5.603 persone e 1.743 famiglie.[2]
- Gyeongju: 5.086 persone e 1.641 famiglie.[2]
- 22 bon-gwan ciascuno con meno di 3.000 persone: 17.942 persone e 5.772 famiglie.[2]
- Altro o sconosciuto: 190 persone e 13 famiglie.[2]

In uno studio del Istituto nazionale per la lingua coreana basato sui dati della richiesta di passaporti della Corea del Sud del 2007, è emerso che il 75,4% delle persone con questo cognome lo scriveva in lettere latine come Kwak nei loro passaporti, mentre il 14,4% lo scriveva come Gwak, e il 5% lo scriveva Kwag. Le ortografie alternative più rare (il restante 5,2%) includevano Kwack, Gak, Guak, Kwack, Gwag, Kag, Kawk, Koag, Koak, Kweak e Kwug. Ha un suono simile ed è scritto in modo simile a Kwok (郭) in cantonese.
Si tratta del 35º cognome per diffusione in Corea secondo i dati del Korean National Statistics Office del 2015. Nel Paese è portato da circa 203365 persone.

## Persone

### Atleti
- Gwak Hyeon-chae (nato nel 1947), giocatore di basket sudcoreano
- Riki Choshu (nato Kwak Gwang-ung, 1951), wrestler professionista giapponese di origine coreana
- Gwak Kyung-keun (nato nel 1972), attaccante del calcio sudcoreano
- Kwak Ok-chol (nato nel 1973), atleta di judo nordcoreano
- Gwak Mi-hee (nato nel 1974), mountain biker e scialpinista di fondo sudcoreano
- Kwak Hee-ju (nato nel 1981), difensore del calcio sudcoreano
- Kwak Tae-hwi (nato nel 1981), difensore centrale del calcio sudcoreano
- Kwak Dong-hyuk (nato nel 1983), giocatore di pallavolo sudcoreano
- Kwak Hyok-ju (nato nel 1984), pugile nordcoreano
- Kwak Jung-hye (nato nel 1986), tiratore sportivo sudcoreano
- Kwak Chul-ho (nato nel 1986), attaccante del calcio sudcoreano
- Kwak Kwang-seon (nato nel 1986), difensore del calcio sudcoreano
- Kwak Chang-hee (nato nel 1987), attaccante di calcio sudcoreano
- Kwak Seung-suk (nato nel 1988), giocatore di pallavolo sudcoreano
- Kwak Yoon-gy (nato nel 1989), pattinatore di velocità su short track sudcoreano
- Kwak Hae-seong (nato nel 1991), terzino del calcio sudcoreano
- Gwak Dong-han (nato nel 1992), atleta di judo sudcoreano
- Kwak Ye-ji (nato nel 1992), arciere sudcoreano
- Kwak Min-jeong (nato nel 1994), pattinatore artistico sudcoreano
- Gwak Been (nato nel 1999), lanciatore di baseball sudcoreano
- Kwak Dae-sung, atleta di judo sudcoreano

### Registi
- Kwak Ji-kyoon (1954–2010), regista sudcoreano
- Kwak Jae-yong (nato nel 1959), regista sudcoreano
- Kwak Kyung-taek (nato nel 1966), regista sudcoreano
- Kwak Sin-ae (nato nel 1968), produttore cinematografico sudcoreano

### Intrattenitori
- Aaron Kwak (nato nel 1993), cantante statunitense, ex membro della boy band NU'EST
- Kwak Do-won (nato nel 1974), attore sudcoreano
- Kwak Dong-yeon (nato nel 1997), attore e cantante sudcoreano
- Kwak Hee-sung (nato nel 1990), attore sudcoreano
- Shin Hyun-been (nata Kwak Hyun-been, 1986), attrice sudcoreana
- Kwak Hyun-hwa (nata nel 1981), attrice, comica e cantante sudcoreana
- Kwak Ji-min (nata nel 1985), attrice sudcoreana
- Kwak Jin-eon (nato nel 1991), cantautore sudcoreano
- Kwak Jung-wook (nato nel 1990), attore sudcoreano
- Kwak Si-yang (nato nel 1987), attore sudcoreano
- Kwak Soon-ok (1932–2023), cantante sudcoreano di origine cinese
- Kwak Sun-young (nata nel 1983), attrice sudcoreana
- Ji Sung (nato Kwak Tae-geun, 1977), attore sudcoreano

### Altro
- Gwak Jae-u (1552–1617), generale sotto Seonjo di Joseon
- Chung Hwan Kwak (nato nel 1936), leader della Chiesa dell'Unificazione
- Kwak Pom-gi (nato nel 1939), funzionario del governo nordcoreano
- Kwak Jae-gu (nato nel 1954), poeta sudcoreano
- Kwak Yi-kyong (nato nel 1979), attivista per i diritti LGBT sudcoreano
- Kwak Jaesik (nato nel 1982), romanziere sudcoreano
- Kwak Jun-hyeok, professore associato di scienze politiche della Corea del Sud presso la Università della Corea
- Kwak Kyung-sup, professore sudcoreano di ingegneria elettrica presso la Università di Inha
- Gwak Bo-seong (noto come Bdd), giocatore professionista sudcoreano di League of Legends